# Políticas e iniciativas educativas de la Unión Europea
Las políticas e iniciativas educativas de la Unión Europea son las acciones desempeñadas por Comisión Europea como apoyo a los Estados miembros ya que dentro de la organización cada país es responsable de su propio sistema educativo, dichas políticas tienen el objetivo de armonizar y cohesionar los diferentes sistemas educativos. En ese contexto, la Comisión ofrece un “foro de cooperación entre países” que oficialmente busca una mayor coherencia de las políticas educativas nacionales. Así mismo, la Comisión financia varias iniciativas de apoyo a la educación que van desde el reconocimiento de las cualificaciones en otros países hasta el fomento de experiencias.
Los principales programas educativos europeos son Comenius, en el ámbito escolar, Leonardo da Vinci, para la formación profesional, programa Erasmus+, para la enseñanza universitaria y Grundtvig, para la enseñanza de adultos. Por su parte, el programa eLearning promueve la integración efectiva de las tecnologías de la información y la comunicación (TIC) en los sistemas de educación y formación en la UE.

## Dirección General de Educación, Juventud, Deporte y Cultura
La Dirección General de Educación, Juventud, Deporte y Cultura (DG EAC) (anteriormente Dirección General de Educación y Cultura) es una Dirección General de la Comisión Europea dependiente del comisario de Innovación, Investigación, Cultura, Educación y Juventud. 

## Políticas

### Educación superior
El Espacio Europeo de Educación Superior es un ámbito de organización educativo iniciado en 1999 con el Proceso de Bolonia que quiere armonizar los distintos sistemas educativos de la Unión Europea y proporcionar una forma eficaz de intercambio entre todos los estudiantes, así como dotar de una dimensión y de una agilidad sin precedentes al proceso de cambio emprendido por las universidades europeas. Se integran actualmente en el EEES aparte de los 27 países de la UE otros como Rusia y Turquía hasta llegar a la cifra total de 49 países participantes. Los países que se encuentran dentro del EEES son:
Alemania, Austria, Bélgica, Bulgaria, Dinamarca, Eslovaquia, Eslovenia, España, Estonia, Finlandia, Francia, Grecia, Hungría, Irlanda, Islandia, Italia, Letonia, Lituania, Luxemburgo, Malta, Noruega, Países Bajos, Polonia, Portugal, Reino Unido, República Checa, Rumanía, Serbia, Suecia y Suiza.
Las demandas de la globalización y de la sociedad del conocimiento requirieron que las universidades europeas en los albores del siglo XXI decidieran emprender una serie de reformas para enfrentar la nueva realidad económica, social y cultural de la globalización. En este contexto, la Unión Europea contempló la necesidad de que las instituciones de educación superior realizaran cambios en las metodologías de enseñanza (el aprendizaje, la estructura curricular, la gestión del personal docente, la movilidad estudiantil, entre otros). En 1998, los representantes de los gobiernos de Alemania, Francia, Italia y Reino Unido firmaron la Declaración de Sorbona. En este documento se reconoció la necesidad de crear un espacio común de educación superior.

#### Programa Erasmus
El programa Erasmus+ (acrónimo oficial del inglés; European Region Action Scheme for the Mobility of University Students – "Plan de Acción de la Comunidad Europea para la Movilidad de Estudiantes Universitarios"), es un programa educativo de la Comisión Europea concebido para promover y financiar la movilidad académica de los estudiantes y docentes europeos dentro de la Unión Europea, fomentando el intercambio social, cultural, lingüístico y deportivo. Está gestionado por la Dirección General de Educación, Juventud, Deporte y Cultura (DG EAC) de la Comisión, habiendo un plan de acción de la Agencia Ejecutiva Europea de Educación y Cultura y otras administraciones públicas, centros educativos y universidades de la Unión Europea, Suiza, Macedonia del Norte, Turquía y de los países del Espacio Económico Europeo. 
Fue creado en 1987 por iniciativa de la asociación estudiantil AEGEE Europe, fundada por Franck Biancheri (más tarde presidente del partido transeuropeo Newropeans) y promovida y posteriormente apadrinada por el Comisario europeo de Educación de la Comisión Delors, Manuel Marín, con el especial apoyo del presidente de la República Francesa, François Mitterrand y del Gobierno de España, Felipe González. El programa se integró en 1995 en un plan de mayor envergadura, un plan llamado Sócrates, desarrollado desde el año 2000 en el plan Sócrates II.
Está orientado a la enseñanza superior y tiene como objetivo «mejorar la calidad y fortalecer la dimensión europea de la enseñanza superior fomentando la cooperación transnacional entre universidades, estimulando la movilidad en Europa y mejorando la transparencia y el pleno reconocimiento académico de los estudios y cualificaciones en toda la Unión». Fue elegido dicho acrónimo porque coincide con el nombre en latín del filósofo, teólogo, y humanista Erasmo de Róterdam (1465-1536).
Etwinning
eTwinning es una iniciativa de la Comisión Europea que forma parte de Erasmus+, el programa de movilidad europea en materia de educación, formación, juventud y deporte. Su principal objetivo es el de fomentar la colaboración escolar en la Unión Europea utilizando las tecnologías de la información y la comunicación (TIC). Para ello, proporciona una plataforma y la infraestructura necesaria (herramientas en línea, servicios, apoyo), a los equipos educativos (profesores, directores, bibliotecarios, etc.) de los centros escolares de los países europeos participantes. Todo ello para que los docentes europeos se comuniquen, colaboren, desarrollen proyectos en común e intercambien ideas. También ofrece oportunidades de desarrollo profesional continuo gratuito y en línea.
Para coordinar esta acción en toda Europa, eTwinning cuenta con un servicio central de apoyo en Bruselas y con un servicio nacional de apoyo (SNA) en cada país. En el caso de España, el SNA se ubica en el Instituto Nacional de Tecnologías Educativas y de Formación del Profesorado (INTEF) del Ministerio de Educación, Cultura y Deporte. Cada comunidad autónoma cuenta, además, con un representante eTwinning y una red de embajadores para difundir la acción.

## Día Europeo de las Lenguas
El 26 de septiembre es el Día Europeo de las Lenguas, según proclamó el Consejo de Europa con el apoyo de la Unión Europea el 6 de diciembre de 2001. Su principal objetivo es fomentar el aprendizaje de idiomas en toda Europa en personas de cualquier edad, tanto en jóvenes, pasando por adultos y terminando en ancianos. Además, los especializados facilitan el acceso a los diversos sistemas de aprendizaje.
De acuerdo con una encuesta realizada en febrero de 2006, el 56 % de los ciudadanos de la Unión Europea (25 Estados miembros) hablan un idioma distinto de su lengua materna, pero el 44 %  admite solo el aprendizaje, uso y conocimiento del idioma nativo. El 38 % de los ciudadanos de la Unión Europea indican que saben inglés, seguido por el 14 % que dominan el idioma alemán y francés. El típico europeo multilingüe suele ser un estudiante o un titular de un cargo directivo.